# Monte Santa Catarina
O Monte de Santa Catarina, Monte Catarina (em árabe: جبل كاثرين) também conhecido como Gebel Katherîna) é a montanha mais alta do Egito, situando-se junto à Cidade de Santa Catarina, no sul da Península do Sinai.